# Овощник
Овощник е село в Южна България. То се намира в община Казанлък, област Стара Загора.

## География
Селото е разположено на 6 км югоизточно от гр. Казанлък. Южно граничи със землището на с. Кънчево, като за естествена граница служи р. Тунджа. Западно граничи със землищата на с. Розово и гр. Казанлък. Граница е коритото на Стара река, слизащо от Павльов мост към река Тунджа.
От север – със земите на Долно и Средно Изворово, а границата минава по билото на баира, наречен „Кара кос“, където свършват частните лозя на с. Овощник. На изток – със земите на с. Черганово, като границата започва северно по течението на Кара дере и на юг минава край една постройка между двете села и продължава надолу по изкуствено изкопан канал, който се влива в р. Тунджа.
Надморската височина на селото е около 330 м. Землището има естествен наклон и по шосето от центъра на гр. Казанлък е около 11 метра.
Съвсем близо до южните му покрайнини преминава коритото на река Тунджа, която тук през по-голямата част от годината е плитка, но поради близостта до Балкана бързо променя нивото си в дъждовно време, а напролет е доста пълноводна. Построяването на язовир „Георги Димитров“ през 50-те години на 20 век „усмирява“ непостоянния характер на реката.
В землището на с. Овощник извират два термални извора с високо флуорно съдържание на водата. Край него е разположена Летателна площадка Кълвача.

## История
До 1900 г. името на селото е Имишлери или Емишлери.

## Население
Численост
Численост на населението според преброяванията през годините:
| \| Година на преброяване \| Численост \| \| --------------------- \| --------- \| \| 1934 \| 613 \| \| 1946 \| 666 \| \| 1956 \| 713 \| \| 1965 \| 1167 \| \| 1975 \| 2002 \| \| 1985 \| 2105 \| \| 1992 \| 2026 \| \| 2001 \| 1923 \| \| 2011 \| 1655 \| \| 2021 \| 1624 \| |           |
| Година на преброяване | Численост |
| 1934 | 613       |
| 1946 | 666       |
| 1956 | 713       |
| 1965 | 1167      |
| 1975 | 2002      |
| 1985 | 2105      |
| 1992 | 2026      |
| 2001 | 1923      |
| 2011 | 1655      |
| 2021 | 1624      |

### Преброяване на населението през 2011 г.
Численост и дял на етническите групи според преброяването на населението през 2011 г.:
|                     | Численост | Дял (в %) |
| Общо                | 1655      | 100       |
| Българи             | 1587      | 95,89     |
| Турци               | 3         | 0,18      |
| Цигани              | 6         | 0,36      |
| Други               |           |           |
| Не се самоопределят |           |           |
| Неотговорили        | 54        | 3,26      |